# 洛吉 (北歐神話)
洛吉（Logi），古北歐語中的意思為「火焰」。洛吉是霜巨人，象徵火焰。其父為佛恩尤特（Fornjót），其兄弟為埃吉爾（Ægir，海洋）與卡里（Kári，風）。洛吉娶了火巨人格洛伊（Glöð），誕下兩女，名為艾爾莎（Eisa）與伊米亞（Eimyrja）。

## 名字
古北歐語「Logi 」常翻譯為火焰，但有些文本也會取其的另一個意思「刀劍」。
洛吉在受欺惑的古魯菲（Gylfaginning）中與洛基競爭，有些學者因此認為洛基也和火焰有關，但大部分學者認為這只是文字遊戲，洛基與日耳曼語中的「Lohe」（火焰）沒有關係。

## 文本內容

### 受欺惑的古魯菲
在受欺惑的古魯菲（Gylfaginning）中，洛基與索爾前往烏特迦·洛奇的城堡時遇上了洛吉，洛基與洛吉進行了大胃王比賽，兩人進食的速度不相上下，肉都吃完之後，洛吉為了表現自己有多能吃，把骨頭也吃了下去，連木製的餐盤也一併吃了下去。烏特迦·洛奇隨後解釋道這是因為洛吉是野火的化身。

### 挪威人的生活
挪威人的生活（Hversu Noregr byggðist）中提到了洛吉的家人：
佛恩尤特膝下三子，統治海的埃吉爾、操縱火的洛吉、掌控風的卡里。
佛恩尤特的兒子有控制自然力量的能力，洛吉能操縱火。

### 索爾斯坦薩迦
索爾斯坦薩迦（Þorsteins saga Víkingssonar）中，洛吉亦稱哈洛吉（Hálogi），被寫作一名後來成為哈洛迦蘭德（Hálogaland）首任國王的锐思巨人（risi），其後裔都有健美的體魄與迷人的美貌。

## 紀念
土星的一個衛星（Loge）便是以洛吉為名。

### 書籍
- de Vries, Jan.  1977. Brill. 1962. ISBN 978-90-04-05436-3.
- de Vries, Jan.  2 3rd. Walter de Gruyter. 1970 [1937]. OCLC 1067864774.
- Lindow, John. . Oxford University Press. 2001  [2021-06-14]. ISBN 978-0-19-983969-8. （原始内容存档于2019-06-24） （英语）.
- Simek, Rudolf. . 由Angela Hall翻译. D. S. Brewer. 2000 [1993]. ISBN 0-85991-513-1.